# 皋亭山

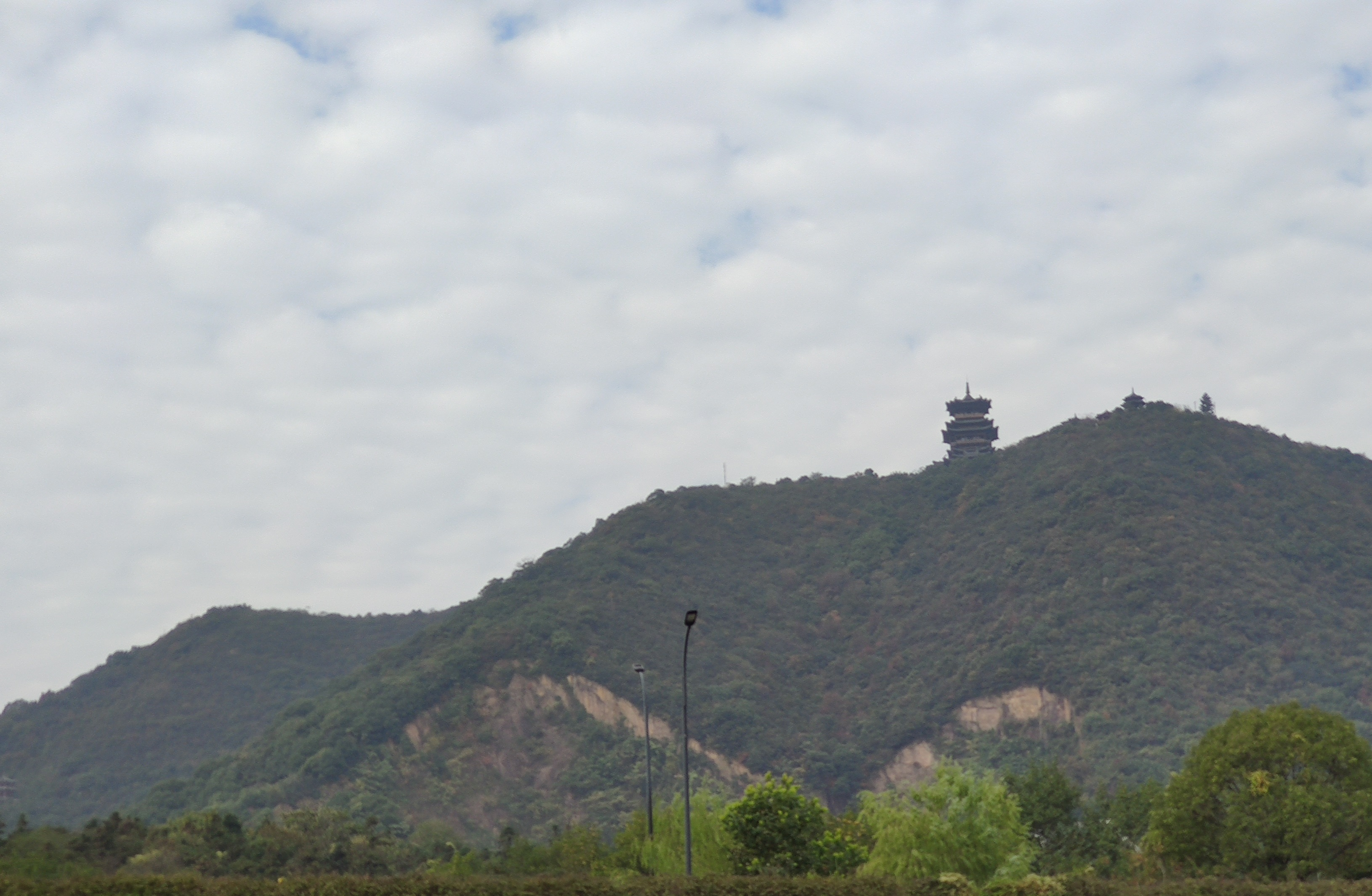

30°23′18″N 120°12′50″E / 30.38833°N 120.21389°E杭州城北诸山或称皋亭山、或称半山，在城市文化、历史地理概念上一般指同一山脉，即位于浙江省杭州市东北部，拱墅区、江干区和余杭区交界处的山脉，自西往东山峰依次为半山、老虎山、黄鹤山、元宝山、皋亭山、桐扣山、佛日山等。

## 诸峰
东西长约9公里，南北深2.5公里，皋亭山为最高峰，海拔361.1米，老虎山海拔139.6米，半山海拔284.2米，黄鹤山海拔311米。
西部现为半山国家森林公园，东部有皋亭山景区，为国家4A级景区。

### 历史
与现在不同，历史上，皋亭山曾用于称呼黄鹤山以西的山峰。最高峰称之为母山，本名凤凰山。

## 民俗文化
- 佛教：曾经佛教文化鼎盛，有龙居寺，显宁寺，崇光寺等。[1]
- 半山娘娘庙
- 桃文化[1]
- 半山立夏

位于半山上的望宸阁现二楼有一幅大型壁画《皋亭山史话与传说全图》，包含十六个不同年代的半山历史故事和传说：先民水田，战国古杯，东吴古碑，钱王膝泉，烟半山烽，庙祀娘娘，泥猫驱鼠，赴寺求赦，太后焚香，丹心昭日，月明劝度，丹青遗韵，心越余音，皋亭修禊，人文泽后，重铸华章。

## 注解
1. ↑  即现在的半山
2. ↑  小说水浒传中，宋江征方腊的总寨设于皋亭山
3. ↑  当地习俗，制作双面泥猫，防鼠护蚕
4. ↑  元代画家王蒙、倪瓒等曾游半山
5. ↑  白居易、苏东坡、马一浮、郁达夫等作家曾游历半山